# Hair-Trigger Burke
Hair-Trigger Burke er en amerikansk stumfilm fra 1917.

## Medvirkende
- Harry Carey
- Ted Brooks
- Claire Du Brey
- Vester Pegg
- William Steele